# Arthuria columbiana
Arthuria columbiana är en svampart som först beskrevs av F. Kern & Whetzel, och fick sitt nu gällande namn av George Baker Cummins 1943. Arthuria columbiana ingår i släktet Arthuria och familjen Phakopsoraceae.   Inga underarter finns listade i Catalogue of Life.